# Swanley
Swanley est une ville et une paroisse civile de Sevenoaks en Angleterre dans le Grand Londres.
Elle est jumelée avec Verrières-le-Buisson en Essonne.